# Rose and Alex Pilibos Armenian School
Rose and Alex Pilibos Armenian School (en armenio: Լոս Անջելեսի Ռոզ և Ալեքս Փիլիպոս ազգային վարժարան; en español: Colegio Armenio Rose y Alex Pilibos) es un colegio armenio-estadounidense, fundado por Alex y Rose Pilibos en 1969. Esta escuela estuvo conocida anteriormente como Hollywood Armenian School con educación K-12. Clases de idioma, historia y religión se enseñan en idioma armenio, mientras que el resto de las clases se imparten en inglés. El director actual de la escuela es la Dra. Alina Dorian.

## Alumnos destacados
- Serj Tankian,[2] Daron Malakian y Shavo Odadjian[3] de la banda System of a Down estudiaron en la escuela en diferentes años escolares en la época de los años 70 y 80.
- Sarah Leah Whitson,[4] directora de la división de Oriente Medio y el Norte de África de Human Rights Watch.